# Romanivka (Cuialnic), Bârzula
Romanivka (în ucraineană Романівка, transliterat: Romanivka) este un sat în comuna Cuialnic din raionul Bârzula, regiunea Odesa, Ucraina.

## Demografie
Componența lingvistică a localității Romanovca
     Ucraineană (85,51%)
     Română (12,32%)
     Rusă (2,17%)
Conform recensământului din 2001, majoritatea populației localității Romanovca era vorbitoare de ucraineană (85,51%), existând în minoritate și vorbitori de română (12,32%) și rusă (2,17%).